# Разделённая квадратная мозаика
| Разделённая квадратная мозаика | Разделённая квадратная мозаика                                         |
| ------------------------------ | ---------------------------------------------------------------------- |
|                                |                                                                        |
| Тип                            | Двойственная полуправильной мозаики                                    |
| Диаграмма Коксетера — Дынкина  | node_f1 · 4 · node_f1 · 4 · node · node_f1 · 4 · node_f1 · 4 · node_f1 |
| Список граней                  | треугольник 45-45-90                                                   |
| Конфигурация граней            | V4.8.8\|                                                               |
| Группа симметрии               | p4m, [4,4], *442                                                       |
| Симметрии вращения             | p4, [4,4]+, (442)                                                      |
| Двойственная мозаика           | Усечённая квадратная мозаика                                           |
| Свойства                       | гранетранзитивная                                                      |

Разделённая квадратная мозаика (или тетракис-квадратная мозаика — это мозаика в евклидовой плоскости, которая строится из квадратной мозаики путём деления каждого квадрата на четыре равнобедренных прямоугольных треугольника с вершинами в центрах квадратов, в результате чего образуется бесконечная конфигурация прямых. Мозаика может быть также построена путём деления каждого квадрата решётки на два треугольника диагональю, при этом диагонали соседних квадратов имеют различное направление. Мозаику можно получить также путём наложения двух квадратных мозаик, одна из которых повёрнута на 45 градусов и её масштаб увеличен на √2.
Конвей называл мозаику kisquadrille, то есть квадропаркет, полученный операцией «kis». Операция «kis» добавляет точку в центр грани и рёбра от этой точки до вершин грани, разбивая тем самым грани квадратной мозаики на треугольники. Мозаику называют также решёткой «Юнион Джек», поскольку она напоминает британский национальный флаг с треугольниками, окружающими вершины порядка 8.
Мозаика обозначается как V4.8.8, поскольку каждая равнобедренная треугольная грань имеет два вида вершин — одну вершину с 4 окружающими треугольниками и две вершины с 8 треугольниками.

## Двойственная мозаика
Мозаика является двойственной для усечённой квадратной мозаики, имеющей один квадрат и два восьмиугольника в каждой вершине.

## Приложения
Фрагмент 5 × 9 разделённой квадратной мозаики используется в качестве игровой доски для малагасийской настольной игры «Фанорона». В этой игре камни укладываются на вершины мозаики, а ходы осуществляются вдоль рёбер, захватывая камни противника, пока такие камни есть. В этой игре вершины степени 4 и вершины степени 8 называются соответственно слабым пересечением и сильным пересечением. Различие видов вершин играет важную роль в стратегии игры. Похожая доска используется в бразильской игре Адуго и для игры «Заяц и собаки».
Разделённая квадратная мозаика была использована в наборе памятных почтовых марок, выпущенных почтовой службой США в 1997 с различным узором на двух различных марках.
Эта мозаика также образует базис для широко используемых узоров «вертушка», «мельница» и «битая тарелка» в выстёгивании одеял.

## Симметрия
Типы симметрии мозаики (по типам симметрий группы обоев:
- симметрия cmm; при раскраске в четыре цвета элементарная ячейка состоит из 8 треугольников, фундаментальная область состоит из 2 треугольников (1/2 для каждого цвета)
- симметрия p4g; тёмные и светлые треугольники, элементарная ячейка имеет 8 треугольников, фундаментальная область состоит из 1 треугольника (1/2 для каждого чёрного и белого)
- симметрия p4m; все треугольники имеют один цвет (белый) и чёрные рёбра, элементарная ячейка состоит из 2 треугольников, фундаментальная область (1/2)

Рёбра разделённой квадратной мозаики образуют симплициальную конфигурацию прямых, свойство, общее с треугольной мозаикой и разделённой ромбической мозаикой.
Эти прямые образуют оси симметрии группы отражений (группа обоев [4,4], (*442) или p4m), имеющей треугольники мозаики в качестве фундаментальной области. Эта группа изоморфна, но не совпадает с группой автоморфизмов мозаики, которая имеет дополнительные оси симметрии, разбивающие треугольники, и которая в качестве фундаментальной области имеет половины треугольников.
Имеется много групп подгрупп малых индексов p4m, (с симметрией [4,4], *442 в орбифолдной нотации), что можно видеть по диаграммам Коксетера — Дынкина с узлами, раскрашенными соответственно прямым отражения, а точки вращения помечены числами. Вращательная симметрия показана попеременными белыми и синими областями с одной фундаментальной областью для каждой подгруппы, показанной жёлтым. Скользящие симметрии даны пунктирными линиями.
Подгруппы можно выразить диаграммами Коксетера — Дынкина с их диаграммами фундаментальных областей.
| Диаграмма фундаментальной области     |                       |                         |                         |                                 |                                              |                                              |
| Нотация Коксетера Диаграмма Коксетера | [1,4,1,4,1] = [4,4] · | [1+,4,4] · =            | [4,4,1+] · =            | [4,1+,4] · =                    | [1+,4,4,1+] · =                              | [4+,4+] = [(4,4+,2+)] ·                      |
| Орбифолдная                           | *442                  | *442                    | *442                    | *2222                           | *2222                                        | 22×                                          |
| Полупрямые подгруппы                  |                       |                         |                         |                                 |                                              |                                              |
| Индекс                                |                       | 2                       | 2                       | 2                               | 4                                            | 4                                            |
| Диаграмма                             |                       |                         |                         |                                 |                                              |                                              |
| Коксетер                              | [4,4+] ·              | [4+,4] ·                | [(4,4,2+)] ·            | [1+,4,1+,4]=[(2+,4,4)] · =      | [4,1+,4,1+]=[(4,4,2+)] · =                   |                                              |
| Орбифолдная                           | 4*2                   | 4*2                     | 2*22                    | 2*22                            | 2*22                                         |                                              |
| Прямые подгруппы                      |                       |                         |                         |                                 |                                              |                                              |
| Индекс                                | 2                     | 4                       | 4                       | 4                               | 8                                            | 8                                            |
| Даиграмма                             |                       |                         |                         |                                 |                                              |                                              |
| Коксетер                              | [4,4]+ ·              | [1+,4,4+] = [4,4+]+ · = | [4+,4,1+] = [4+,4]+ · = | [(4,1+,4,2+)] = [(4,4,2+)]+ · = | [1+,4,1+,4,1+] = [(4+,4+,2+)] = [4+,4+]+ · = | [1+,4,1+,4,1+] = [(4+,4+,2+)] = [4+,4+]+ · = |
| Орбифолдная                           | 442                   | 442                     | 442                     | 2222                            | 2222                                         | 2222                                         |

## Связанные многогранники и мозаики
Мозаика топологически связана с серией многогранников и мозаик с конфигурацией вершины Vn.6.6.
| Усечённые фигуры |        |        |        |        |        |        |        |        |
| Конфиг.          | 2.8.8  | 3.8.8  | 4.8.8  | 5.8.8  | 6.8.8  | 7.8.8  | 8.8.8  | ∞.8.8  |
| n-kis фигуры     |        |        |        |        |        |        |        |        |
| Конфиг.          | V2.8.8 | V3.8.8 | V4.8.8 | V5.8.8 | V6.8.8 | V7.8.8 | V8.8.8 | V∞.8.8 |

| Симметрия *n42 [n,4]       | Сферическая | Сферическая | Евклидова  | Компактная гиперболическая | Компактная гиперболическая | Компактная гиперболическая | Компактная гиперболическая | Паракомп.  |
| Симметрия *n42 [n,4]       | *242 [2,4]  | *342 [3,4]  | *442 [4,4] | *542 [5,4]                 | *642 [6,4]                 | *742 [7,4]                 | *842 [8,4]…                | *∞42 [∞,4] |
| -------------------------- | ----------- | ----------- | ---------- | -------------------------- | -------------------------- | -------------------------- | -------------------------- | ---------- |
| Общеусечённая фигура       | 4.8.4       | 4.8.6       | 4.8.8      | 4.8.10                     | 4.8.12                     | 4.8.14                     | 4.8.16                     | 4.8.∞      |
| Общеусечённые двойственные | V4.8.4      | V4.8.6      | V4.8.8     | V4.8.10                    | V4.8.12                    | V4.8.14                    | V4.8.16                    | V4.8.∞     |